# Sky marshal
Sky marshal (in italiano "sceriffo del cielo") è una denominazione popolare per designare un agente di polizia (di stato o privata) che opera sotto copertura (in borghese) su un volo commerciale, allo scopo di prevenire e contrastare dirottamenti aerei.
Negli Stati Uniti d'America, vi possono essere sky marshals in servizio su voli "scelti", ad esempio, Swiss, El Al, Sri Lankan Airlines, Air India, Indian Airlines, Pakistan International Airlines (su rotte "mirate"), United Airlines e British Airways. La maggior parte dei voli (nazionali ed esteri) che parte da Israele è scortata da sky marshals.